# Музеј Мацура
Музеј Мацура је први приватни музеј у Србији, у Новим Бановцима, отворен у мају 2008. године. Музеј функционише као институција задужена за чување, проучавање и излагање уметничких и историјских предмета из збирке његовог оснивача Владимира Мацуре. Музеј поседује збирку уметничких дела из периода авангарде 20-их и 30-их година и модерне уметности 60-их и 70-их година 20. века настале на тлу Југославије.

## Зграда музеја
Зграда музеја је у облику дунавског меандра. Првобитни пројекат је предвиђао галерију од 180м² уз употребу јефтиних материјала и конструкције. Покушано је да се у оквиру што мање површине основе оствари што већа површина зидова за излагање. Тако се дошло до архитектонске основе облика ћириличног слова П. Мацура је у томе препознао слику "Меандер" Јулија Книпфера из сопствене колекције, што га је инспирисало да замисли много већу зграду и тако је пројекат галерије прерастао у пројекат музеја. Музеј је површине 650 м² и има упечатљив, коцкасти профил.
Сива кућа, кубус поред изложбеног простора на два нивоа, има депо, стамбено-радни простор и кафе бар са продајним пултом. Музеј је ограђен и има сопствени паркинг, парк са воћњаком, скулптуре и резиденцијални објекат за госте. Парк се једним делом стрмо спушта према Дунаву. На капији музејског имања с воћњаком пише: Мом народу.

## Збирка
Музеј чува драгоцена дела зенитизма, југо-даде, руског и пољског конструктивизма, средњовековне авангарде, београдског надреализма, високе модерне, концептуалне уметности, бечког акционизма, војвођанске неоавангарде. Уметничка збирка представља једну од највећих приватних колекција неоавангардне уметности на простору Србије. У музејској збирци, поред уметничких дела, место је нашла и документарна грађа — часописи, чланци и сведочанстава.

## Инспирација
Инспирисан зенитом, југословенским авангардним покретом двадесетих година прошлог века и његовим покретачем Љубомиром Мицићем, Владимир Мацура је желео да подсети на авангардне идеје у Србији. Из потребе да своју збирку, коју је прикупљао дуги низ година, учини је доступном широј јавности, одлучио се за градњу изложбеног простора. Зенит као авангардни уметнички покрет, али и зенит као идеја, представљају можда најзначајнији сегмент ове приватне збирке.